# Хелона
Хелона (др.-греч. Χελώνη «черепаха») — персонаж древнегреческой легенды, нимфа горы Хелидория (Khelydorea, «богатая черепахами») из Аркадии в баснях Эзопа. На свадьбу Зевса и Геры Гермес пригласил всех богов, людей и животных. Но Хелона отказалась прийти. Тогда Гермес сбросил в море дом Хелоны над рекой и превратил её саму в черепаху. В версии Эзопа Гермес отсутствует, а Хелона говорит Зевсу, что нет места лучше собственного дома, за что тот превращает её в черепаху, вечно носящую дом на спине. Гермес появляется в комментарии Сервия к Энеиде.